# 1680-ті

## Події
- У 1682 році Петро I був проголошений царем Московського царства, фактично ж до 1689 року правила його сестра Софія. Лише у 1689 році в ході палацового перевороту Петро здобув владу.
- У 1686 році, побоюючись зростання впливу Франції в Європі, її вороги об'єдналися до Аугсбурзької ліги. 1688 року розпочалася Війна Аугсбурзької ліги, що тривала 9 років.
- 1687, 1689 — Кримські походи москвинсько-українського війська.

## Монархи
- У Франції королем усе десятиліття був Людовик XIV
- Королем Іспанії був Карл II Зачарований
- королем Англії був Карл II до 1685 року, далі правив Яків II, але 1689 року парламент визнав королем Вільгельма Оранського.